# Hat-tricks em Campeonatos Europeus de Futebol

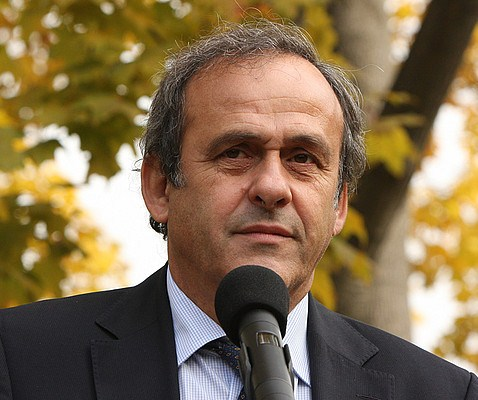
Michel Platini, da França, é o único jogador a ter marcado dois hat-tricks em Campeonatos Europeus, sendo os dois realizados na edição de 1984, onde a França tornou-se campeã da competição.

Esta é uma lista de hat-tricks em Campeonatos Europeus de Futebol. Considera-se um hat-trick quando um futebolista marca três ou mais gols durante uma mesma partida, sem contar gols em disputa de pênaltis após o término da partida. O Campeonato Europeu de Futebol é a principal competição de futebol entre seleções na Europa, sendo realizado de quatro em quatro anos desde a edição de 1960.
Em quinze edições já realizadas, apenas oito hat-tricks foram realizados. Nas primeiras quatro edições do campeonato, entre os anos de 1960 e 1972, nenhum hat-trick foi marcado, sendo que o primeiro veio a acontecer na semifinal da edição de 1976, quando Dieter Müller fez três gols na vitória de 4–2 da Alemanha Ocidental diante da Iugoslávia na prorrogação. Quatro anos após, o seu compatriota Klaus Allofs foi o autor dos três gols na vitória de 3–2 diante dos Países Baixos na fase de grupos. Já na edição de 1984, Michel Platini, capitão da França, tornou-se o único jogador a marcar dois hat-tricks em uma mesma edição do torneio, encerrando como o artilheiro da competição. Após Marco van Basten ser o autor dos três gols na vitória dos Países Baixos por 3–1 contra a Inglaterra em 1988, não houve hat-tricks nas edições de 1992 e 1996.
No Campeonato Europeu de Futebol de 2000, novamente dois hat-tricks foram marcados: Sérgio Conceição fez todos os gols da vitória de Portugal diante da Alemanha na fase de grupos, enquanto Patrick Kluivert também anotou três tentos contra a Iugoslávia, em um jogo pelas quartas-de-final que viria a terminar 6-1. Nas quatro edições seguintes (2004, 2008, 2012, 2016), apenas um hat-trick foi registrado, quando David Villa fez três gols na vitória da Espanha por 4–1 diante da Rússia na fase de grupos de 2008.
Todos os jogos em que um dos atletas marcou um hat-trick em Campeonatos Europeus de Futebol, a sua equipe encerrou a partida como vencedora, e em cinco ocasiões, encerrou como campeã. Nenhum atleta marcou mais que três gols em uma partida, bem como nenhum destes realizou um hat-trick em uma final de competição.

## Lista
| # | Jogador          | Minuto          | País               | Resultado | Adversário    | Fase             | Data        | Edição | Ref    |
| - | ---------------- | --------------- | ------------------ | --------- | ------------- | ---------------- | ----------- | ------ | ------ |
| 1 | Dieter Müller    | 82', 115', 119' | Alemanha Ocidental | 4–2       | Iugoslávia    | Semifinais       | 17 de junho | 1976   | [ 4 ]  |
| 2 | Klaus Allofs     | 20', 60', 65'   | Alemanha Ocidental | 3–2       | Países Baixos | Primeira fase    | 14 de junho | 1980   | [ 5 ]  |
| 3 | Michel Platini   | 4', 74', 89'    | França             | 5–0       | Bélgica       | Primeira fase    | 16 de junho | 1984   | [ 6 ]  |
| 4 | Michel Platini   | 59', 62', 77'   | França             | 3–2       | Iugoslávia    | Primeira fase    | 19 de junho | 1984   | [ 7 ]  |
| 5 | Marco van Basten | 44', 71', 75'   | Países Baixos      | 3–1       | Inglaterra    | Primeira fase    | 15 de junho | 1988   | [ 8 ]  |
| 6 | Sérgio Conceição | 35', 54', 71'   | Portugal           | 3–0       | Alemanha      | Primeira fase    | 20 de junho | 2000   | [ 9 ]  |
| 7 | Patrick Kluivert | 24', 38', 54'   | Países Baixos      | 6–1       | Iugoslávia    | Quartas-de-final | 25 de junho | 2000   | [ 10 ] |
| 8 | David Villa      | 20', 44', 75'   | Espanha            | 4–1       | Rússia        | Primeira fase    | 10 de junho | 2008   | [ 11 ] |